# Achslach
Achslach è un comune tedesco di 1 045 abitanti, situato nel land della Baviera.